# Hochtemperatursupraleiter

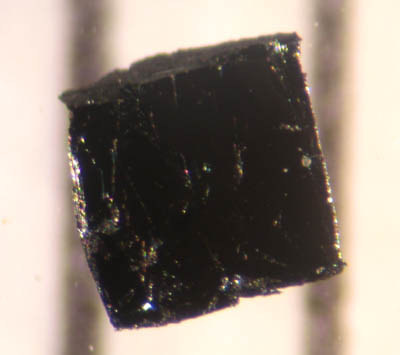
Ein HTSL-Kristall vom Typ BSCCO, die beiden Linien im Hintergrund haben 2 mm Abstand

Hochtemperatursupraleiter (HTSL), auch HTc, sind Materialien, deren Supraleitfähigkeit – anders als bei konventionellen Supraleitern – nicht durch die Elektron-Phonon-Wechselwirkung zustande kommt. Meistens handelt es sich nicht wie gewohnt um metallische, sondern um keramische Materialien. Zwar scheint gesichert, dass ebenfalls die Kopplung von Elektronen zu Paaren („Cooper-Paare“) für die Supraleitung verantwortlich ist, jedoch tritt anstelle der konventionellen Singulett-Paarung vorwiegend d-Wellen-Paarung auf, was auf unkonventionelle elektronische Paarungsmechanismen schließen lässt. Die Ursache ist seit ihrer Entdeckung 1986 ungeklärt.
Der Name rührt daher, dass Hochtemperatursupraleiter in der Regel signifikant höhere Sprungtemperaturen Tc haben als konventionelle Supraleiter.
Die höchsten Sprungtemperaturen wurden bei verschiedenen Hydriden unter sehr hohem Druck erhalten.

## Geschichte
Aufbauend auf Arbeiten von Arthur W. Sleight bei DuPont, der bereits früher Supraleitung bei Keramik nachwies, hatten Georg Bednorz und Karl Alexander Müller seit 1983 am IBM Zurich Research Laboratory mit Perowskit-Strukturen experimentiert. Durch Austausch bestimmter Atome gelang es ihnen, den Abstand zwischen den Kupfer- und Sauerstoffatomen in ganzen Ebenen gezielt zu beeinflussen.
Bei der Substanz Lanthan-Barium-Kupferoxid (La1,85Ba0,15CuO4) entdeckten sie schließlich im April 1986 Supraleitung mit einer Sprungtemperatur von 35 K. Dieses Ergebnis veröffentlichten sie zunächst in der Zeitschrift für Physik, wo es aber – vor allem in den USA – nicht die gebührende Beachtung fand. Dann stellten sie ihre Untersuchungen im März 1987 auf der großen Frühjahrstagung der Amerikanischen Physikalischen Gesellschaft in New York vor. Jetzt wurde die Veröffentlichung als Sensation aufgenommen und in einer bis in die Nacht reichenden Sondersitzung zusammen mit anderen Ergebnissen diskutiert. In kürzester Zeit bestätigten weltweit mehrere Forschungseinrichtungen die Entdeckung. Bereits im Herbst 1987 erhielten Bednorz und Müller für ihre Entdeckung den Nobelpreis für Physik.
Parallel begann eine intensive Suche nach weiteren ähnlichen Substanzen mit noch höheren Sprungtemperaturen. Wichtige Meilensteine waren 1987 die Entdeckung des YBa2Cu3O7 mit 92 K und 1988 des Bi2Sr2Ca2Cu3O10 mit 110 K Sprungtemperatur, die beide mit kostengünstigem Flüssigstickstoff im supraleitenden Zustand gehalten werden können. Den Rekord bei keramischen Systemen hält seit 1994 Hg0,8Tl0,2Ba2Ca2Cu3O8 mit 138 K.
Noch höhere Werte (203 K bzw. −70 °C) hat man 2015 in einer Hochdruckphase von H2S erhalten. Eine Sprungtemperatur von etwa 250 K (−23 °C) bei 170 GPa Druck wurde 2018 beim Lanthanhydrid LaH10 gemessen (Mikhail Eremets u. a.). Im Gegensatz zu keramischen Hochtemperatursupraleitern handelt es sich hier um konventionelle metallische Supraleiter. Eine Aufsehen erregende Arbeit von Snider et al. über Supraleitung bei Raumtemperatur (287 K, +14 °C) und 267 GPa Druck in Kohlenstoff-Schwefelhydriden (Beimischung von Methan zu Schwefelhydriden) von 2020 in Nature wurde 2022 nach zunehmenden Zweifeln zurückgezogen. Zum Nachweis der Supraleitung muss zusätzlich zu einem Abfall des Widerstands auch eine Änderung der magnetischen Suszeptibilität (als Hinweis auf den Meißner-Ochsenfeld-Effekt) nachgewiesen werden (separiert vom Hintergrundsignal). Das war nach Überzeugung von Kritikern auch in den nachgereichten Rohdaten nicht überzeugend erfolgt. Einer der Hauptkritiker war J. E. Hirsch, der in diesem speziellen Fall wissenschaftliches Fehlverhalten vermutete und allgemein den Nachweis für Hochtemperatursupraleitung in Hydriden bei hohem Druck in Zweifel zog (auch von Eremets), weil ein starkes paramagnetisches Signal als Hintergrundsignal fehlinterpretiert wurde und stattdessen materialinhärent war.
Die technische Nutzbarmachung der Hochtemperatursupraleitung war von Beginn an eine wesentliche Triebkraft für die weitere Forschung. Sprungtemperaturen über 77 K erlauben prinzipiell eine preiswerte Kühlung durch die Nutzung von flüssigem Stickstoff anstelle von Helium.
| Sprung- bzw. Siedetemperatur | Sprung- bzw. Siedetemperatur | Material                                                                                        | Stoffklasse |
| (K)                          | (°C)                         | Material                                                                                        | Stoffklasse |
| ---------------------------- | ---------------------------- | ----------------------------------------------------------------------------------------------- | --- |
| 250                          | 0−23                         | LaH10 bei 170 GPa                                                                               | metallischer Supraleiter |
| 203                          | 0−70                         | Hochdruckphase von Schwefelwasserstoff bei extremem Druck von 100…300 GPa                       | Mechanismus unklar (anscheinend „Niedertemperatursupraleiter“ mit extrem hohem Tc): Die Experimente, u. A. der Isotopeneffekt, sprechen für einen konventionellen Mechanismus durch Elektron-Phonon-Kopplung. |
| 194,6                        | 0−78,5                       | Kohlenstoffdioxid: Sublimationspunkt unter Normaldruck (Standard-Kühlmittel, nur zum Vergleich) | Kohlenstoffdioxid: Sublimationspunkt unter Normaldruck (Standard-Kühlmittel, nur zum Vergleich) |
| 138                          | −135                         | Hg12Tl3Ba30Ca30Cu45O127                                                                         | Hochtemperatursupraleiter mit Kupferoxid; besonders hohe Sprungtemperaturen |
| 110                          | −163                         | Bi2Sr2Ca2Cu3O10 (BSCCO)                                                                         | Hochtemperatursupraleiter mit Kupferoxid; besonders hohe Sprungtemperaturen |
| 092                          | −181                         | YBa2Cu3O7 (YBCO)                                                                                | Hochtemperatursupraleiter mit Kupferoxid; besonders hohe Sprungtemperaturen |
| 077                          | −196                         | Stickstoff: Siedepunkt unter Normaldruck (Standard-Kühlmittel, nur zum Vergleich)               | Stickstoff: Siedepunkt unter Normaldruck (Standard-Kühlmittel, nur zum Vergleich) |
| 045                          | −228                         | SmFeAsO0,85F0,15                                                                                | Niedertemperatursupraleiter mit Eisenarsenid (für Niedertemperatursupraleiter sind die Sprungtemperaturen ungewöhnlich hoch)                                                                                  |
| 041                          | −232                         | CeOFeAs                                                                                         | Niedertemperatursupraleiter mit Eisenarsenid (für Niedertemperatursupraleiter sind die Sprungtemperaturen ungewöhnlich hoch)                                                                                  |
| 039                          | −234                         | MgB2 (Magnesiumdiborid)                                                                         | metallischer Supraleiter mit aktuell höchster Sprungtemperatur bei Umgebungsdruck |
| 030                          | −243                         | La2-xBaxCuO4                                                                                    | Von Bednorz und Müller gefundener erster Hochtemperatursupraleiter mit Kupferoxid (noch relativ niedrige Sprungtemperatur)                                                                                    |
| 021,15                       | −252                         | Wasserstoff: Siedepunkt unter Normaldruck (Kühlmittel, nur zum Vergleich)                       | Wasserstoff: Siedepunkt unter Normaldruck (Kühlmittel, nur zum Vergleich) |
| 018                          | −255                         | Nb3Sn                                                                                           | Technisch relevante metallische Niedertemperatursupraleiter |
| 09,2                         | −263,95                      | NbTi                                                                                            | Technisch relevante metallische Niedertemperatursupraleiter |
| 04,21                        | −268,944                     | Helium: Siedepunkt unter Normaldruck (Standard-Kühlmittel, nur zum Vergleich)                   | Helium: Siedepunkt unter Normaldruck (Standard-Kühlmittel, nur zum Vergleich) |
| 04,15                        | −269,0                       | Hg (Quecksilber)                                                                                | metallische Niedertemperatursupraleiter. |
| 01,09                        | −272,06                      | Ga (Gallium)                                                                                    | metallische Niedertemperatursupraleiter. |

## Eisenhaltige Hochtemperatursupraleiter
| Substanz         | Sprungtemperatur | Sprungtemperatur |
| Substanz         | in K             | in °C            |
| ---------------- | ---------------- | ---------------- |
| LaO0.89F0.11FeAs | 26,0             | −247,0           |
| LaO0.9F0.2FeAs   | 28,5             | −244,6           |
| CeFeAsO0.84F0.16 | 41,0             | −232,0           |
| SmFeAsO0.9F0.1   | 43,0             | −230,0           |
| NdFeAsO0.89F0.11 | 52,0             | −221,0           |
| GdFeAsO0.85      | 53,5             | −219,6           |
| SmFeAsO≈ 0.85    | 55,0             | −218,0           |

Eine neuartige, unerwartete Klasse von Hochtemperatursupraleitern wurde 2008 in Japan entdeckt: Verbindungen aus Eisen, Lanthan, Phosphor und Sauerstoff können supraleitend sein. Nach dem Pnictogen Phosphor werden diese Supraleiter Eisenpnictide genannt.
Überraschend war der Anteil an Eisenatomen, weil jedes andere supraleitende Material durch ausreichend starke Magnetfelder normalleitend wird. Diese starken internen Magnetfelder könnten nun sogar Voraussetzung der Supraleitung sein. Das Rätselraten über die physikalischen Grundlagen ist dadurch noch größer geworden. Bisher steht nur fest, dass der Stromfluss durch Paare von Elektronen getragen wird, wie in der BCS-Theorie beschrieben. Welcher Effekt aber diese Cooper-Paare verbindet, ist unklar. Sicher scheint, dass es sich nicht – wie bei metallischen Supraleitern – um eine Elektron-Phonon-Wechselwirkung handelt.
Durch die Wahl anderer Beimischungen wie Arsen lässt sich die Sprungtemperatur von ursprünglich 4 K auf mindestens 56 K steigern.

## Nutzung
Hochtemperatursupraleiter werden – wenn möglich – bevorzugt bei 77 K betrieben, vorausgesetzt, dass die Stromdichte gering genug ist, damit die (stromabhängige) Sprungtemperatur nicht überschritten wird. Die dazu ausreichende Kühlung mit flüssigem Stickstoff ist besonders preiswert. Solche Anwendungen gibt es in der Messtechnik und in Kabeln (s. u.). Aufgrund der über den Querschnitt extrem inhomogenen Stromverteilung ist die geringe Stromdichte jedoch nicht immer erreichbar.
In Anwendungen mit – ggf. nur punktuell – höherer Stromdichte muss der HTSL stärker gekühlt werden. Sollen die gleichen Leistungsdaten wie bei konventionellen Supraleitern, etwa Niob-Titan, erreicht werden, muss die Temperatur entsprechend abgesenkt werden.
Bei SQUIDs, mit denen auch sehr kleine Magnetfeldänderungen gemessen werden können, wird bereits seit einiger Zeit die Kühlung mit flüssigem Stickstoff praktiziert. Allerdings steigt mit zunehmender Temperatur auch grundsätzlich das Rauschen des Signals, weshalb beispielsweise auch ein bei Raumtemperatur supraleitendes Material nach heutiger Auffassung keine große Verbreitung in der Elektronik finden würde. Bei Hochtemperatur-SQUIDs ist das höhere Rauschen gegenüber der älteren Helium-Technik zwar ebenso vorhanden und unerwünscht, wird aber wegen der Kosten- und Handhabungsvorteile von Stickstoffkühlungen oft in Kauf genommen.
Der Hauptnachteil der Hochtemperatursupraleiter ist die Sprödigkeit des keramischen Materials. Trotzdem ist es gelungen, ein biegsames Leitermaterial daraus herzustellen, indem der keramische Werkstoff in Röhren aus Silber gefüllt wurde, die dann zu flexiblen Bändern ausgewalzt wurden.  Ein so hergestelltes, nur mit Stickstoff gekühltes, 1 km langes Erdkabel für den Betrieb mit 10 kV im Mittelspannungsnetz wird seit Mai 2014 in der Stromversorgung der Stadt Essen im Rahmen eines Pilotprojekts eingesetzt. Es ersetzt eine herkömmliche 110-kV-Erdleitung. Ziel dieser Entwicklung ist es, Mittelspannungsnetze in der Leistungsfähigkeit auszuweiten und innerstädtische Umspannwerke mit ihrem Platzbedarf zu vermeiden.

## Theorie
Derzeit ist die Ursache der hohen Sprungtemperaturen unbekannt. Aufgrund ungewöhnlicher Isotopeneffekte kann jedoch ausgeschlossen werden, dass die Elektronenpaarbildung wie bei der konventionellen Supraleitung ausschließlich durch die konventionelle Elektron-Phonon-Wechselwirkung zustande kommt. Die BCS-Theorie ist jedoch weiterhin anwendbar, da diese Theorie die Art der Wechselwirkung offenlässt und letztlich als eine Art „Molekularfeldnäherung“ fungiert. Ähnlich wie in der Theorie der kritischen Phänomene bei Phasenübergängen 2. Ordnung beobachtet man aber bei vielen Größen signifikant andere Zahlen als bei konventionellen Supraleitern in den nahe der kritischen Temperatur gültigen Potenzgesetzen.
Statt der Elektron-Phonon-Wechselwirkung vermutet man hier als Ursache der Supraleitung antiferromagnetische Elektron-Elektron-Korrelationen, die durch die spezielle Gitterstruktur der keramischen Supraleiter zu einer anziehenden Wechselwirkung benachbarter Elektronen und damit zu einer Paarbildung ähnlich wie bei konventionellen Cooper-Paaren der BCS-Theorie führen. Allerdings lassen sich mit diesen Wechselwirkungen die Isotopeneffekte noch schwieriger erklären.
Alternativ gibt es auch eine Verallgemeinerung der BCS-Theorie nach Gorkow (Ginsburg-Landau-Theorie) oder gänzlich neue Erklärungsansätze wie das Bisolitonen-Modell.
Alle HTSL mit wirklich hohen Sprungtemperaturen zeigen charakteristische Anomalien in den elektrischen Eigenschaften und den Wärmeleitfähigkeiten bereits im normalleitenden Zustand: Der elektrische Widerstand steigt auch bei tiefen Temperaturen linear mit der Temperatur, und das Wiedemann-Franzsche Gesetz wird auch im mittleren T-Bereich erfüllt. Normale Metalle zeigen ein potenzabhängiges Temperaturverhalten des Widerstands, und das WF-Gesetz wird im mittleren T-Bereich nicht erfüllt. Bislang gibt es keine Theorie, die diese Anomalien und die Supraleitung in den Cupraten gleichzeitig erklären könnte.
Auch konnte bisher weder experimentell gezeigt noch theoretisch widerlegt werden, ob Supraleitung unter Normalbedingungen, d. h. Raumtemperatur und Atmosphärendruck, möglich ist. Frühere theoretische Abschätzungen einer „maximalen Sprungtemperatur“ haben sich nach der Entdeckung der Hochtemperatursupraleiter als falsch erwiesen.